# Harriet Adams
Harriet Stratemeyer Adams (11 de diciembre de 1892-27 de marzo de 1982) fue una escritora y editora estadounidense de novelas juveniles de misterio, autora de unos 200 libros durante su carrera literaria. Escribió muchos libros de las series de Nancy Drew (bajo el seudónimo de Carolyn Keene) y unos pocos de la serie The Hardy Boys (bajo el seudónimo de Franklin W. Dixon). También estuvo a cargo de otros escritores fantasma que escribieron para estas y muchas otras series.
Nació en Newark, Nueva Jersey y fue hija de Edward Stratemeyer. Junto a su hermana Edna, tomó el control del Sindicato Stratemeyer a la muerte de su padre en 1930. A Harriet se la principalmente el crédito por mantener a flote el Sindicato durante la Gran Depresión y por la revisión de las dos series más populares, Nancy Drew y The Hardy Boys, en los años 1950 y 1960, eliminando los estereotipos y las ideas y palabras anticuadas.
Adams se graduó en Wellesley College en 1914. Vivió en Maplewood y en Pottersville, Nueva Jersey.